# Ceresole Alba
Ceresole Alba (piemontesisch Ceresòle d'Alba oder Cerzòle) ist eine Gemeinde in der italienischen Provinz Cuneo (CN), Region Piemont.

## Lage und Einwohner
Ceresole Alba liegt rund 60 km nordöstlich von der Provinzhauptstadt Cuneo in der Weinregion Roero. Das Gemeindegebiet umfasst eine Fläche von 37,05 km² und hat 1997 Einwohner (Stand 31. Dezember 2023). Zur Gemeinde zählen auch die Fraktionen (Frazioni) Borretti, Cappelli, Cabasse und Cascina Palermo.
Die Nachbargemeinden sind Baldissero d’Alba, Carmagnola, Montaldo Roero, Monteu Roero, Poirino (TO), Pralormo (TO) und Sommariva del Bosco.

## Geschichte

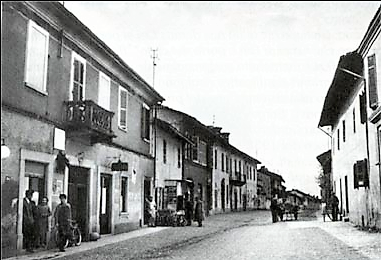
Ceresole d'Alba Anfang des 20. Jahrhunderts

Der Ortsname, der in einer Urkunde vom Ende des 12. Jahrhunderts in der Form „Ceresoleis“ erscheint, ist später als „Cerexolie“ bezeugt und bezieht sich möglicherweise auf das Vorhandensein eines alten Waldes wilder Kirschbäume in der Gegend. Die Angabe „Alba“, die sich eindeutig auf die nahe gelegene Stadt bezieht, dient der Unterscheidung des Ortes von Ceresole Reale in der Provinz Turin. 
Die ersten sicheren Beweise für die Anwesenheit von Menschen in der Gegend lassen sich bis in prähistorische Zeiten zurückverfolgen. In Dokumenten erscheint es jedoch im Jahr 1041, als es vom Kaiser der Kirche von Asti bestätigt wurde, von der die Familien de Anterisio und de Montaldo die Belehnung erhielten. Im Jahr 1374 verkaufte Asti das Lehen an die Familie Roero, doch mit den Kriegen des 16. Jahrhunderts wurde das Gebiet zum Schlachtfeld für die Franzosen und das Kaiserreich, die sich um die Vorherrschaft in Europa gegenübersahen. Am 14. April 1544 fand hier die Schlacht von Ceresole statt. Der Zusammenstoß, an dem rund 30.000 Soldaten beteiligt waren, endete mit dem Sieg der französischen Armee.

## Sehenswürdigkeiten
- Museum der Schlacht von Ceresole,[3] ebenfalls gibt es den Weg der Schlacht (Sentiero della Battaglia), ein Rundweg über das ehemalige Schlachtfeld.[4]
- Die Pfarrkirche San Giovanni Battista im Barockstil mit einem massiven Glockenturm aus dem 16. Jahrhundert.
- Die Kirche Madonna del Buontempo, die 1490 wieder aufgebaut wurde.
- Die Kirche der Disziplinen von San Bernardino, die zu Beginn des 18. Jahrhunderts erbaut wurde.
- Die Kirche Madonna dei Prati.
- Das Heiligtum der Madonna della Rosa.